# Nils Eberhard Svedelius
Nils Eberhard Svedelius (1873-1960 ) fue un botánico y algólogo sueco. Fue el segundo hijo del juez de la Suprema Corte de justicia Carl y de Ebba Katarina Skytte.
Obtuvo su Ph.D en la Universidad de Upsala. Desarrolló su actividad científica en el "Dto. de Botánica" como profesor asociado de esa Universidad.
Se especializó en la familia de las juncáceas.

## Algunas publicaciones
- 1956. Are the Haplobiontic Florideae to be Considered Reduced Types?

- 1953. Critical studies on some species of Galaxaura from Hawaii. Nova Acta Regiae Societatis Scientiarum Upsaliensis 4. Ed. Almqvist & Wiksell, 92 pp.

- 1952. Notes on the Structure and Reproduction of the Genus Actinotrichia

- 1946. On the structure and reproduction of Dictyurus purpurascens. Vol. 9. Acta Universitatis Upsaliensis: Symbolae botanicae Upsalienses. Con Axel Einar Nygren. Ed. A.-b. Lundequistska bokhandeln, 32 pp.

- 1945. Critical Notes on Some Species of Galascau Na from Ceylon. Arkiv för botanik 324 (6): 74 pp.

- 1944. Carl Peter Thunberg (1743-1828): On His Bicentenary

- 1937. The Apomeikotic Tetrad Division in Lomentaria rosea in Comparison with the Normal Development in Lomentaria Clavellosa: A New Type of Life-cycle Among the Rhodophyceae, &c. Symbolae Botanicae Upsalienses 2 (2): 54 pp.

- 1933. On the development of Asparagopsis armata Harv. and Bonnemaisonia asparagoides (Woodw.) Ag: a contribution to the cytology of the haplobiontic Rhodophyceae. Nova acta Regiae Societatis Scientiarum Upsaliensis. Ed. Almqvist & Wiksells Boktyrckerei-A.B. 61 pp.

- 1929. Seasonal Alternation of Generations of Ceramium Corticatulum: Some Anticritical Remarks

- 1929. On the Number of Chromosomes in the Two Different Forms of Ectocarpus Virescens Thuret

- 1927. Alternation of Generations in Relation to Reduction Division

- 1924. On the Discontinuous Geographical Distribution of Some Tropical and Subtropical Marine Algae. Arkiv för botanik 19. Ed. Almqvist & Wiksells Boktryckeri-A.-B. 70 pp.

- 1906. Ecological and Systematic Studies of the Ceylon Species of Caulerpa

- 1902. Zur Kenntnis der saprophytischen Gentianaceen: Mit 11 Textfig. K. Svenska Vetenskaps-Akademiens Handlingar. Bihang 28 (4) Ed. P.A. Norstedt & söner, 16 pp.

- 1901. Studier öfver Österjöns hafsalgflora. Ed. Upsala nya tidn:s aktiebolag, 140 pp.

- La abreviatura «Sved.» se emplea para indicar a Nils Eberhard Svedelius como autoridad en la descripción y clasificación científica de los vegetales.[1]